# Transzendentalpoesie
Transzendentalpoesie ist ein Begriff der frühromantischen Literaturprogrammatik. Er bezieht sich zunächst hermeneutisch auf vorhandene Bestände, die er im Lichte einer erst zu entwerfenden Kunst bewertet.

## Hintergrund

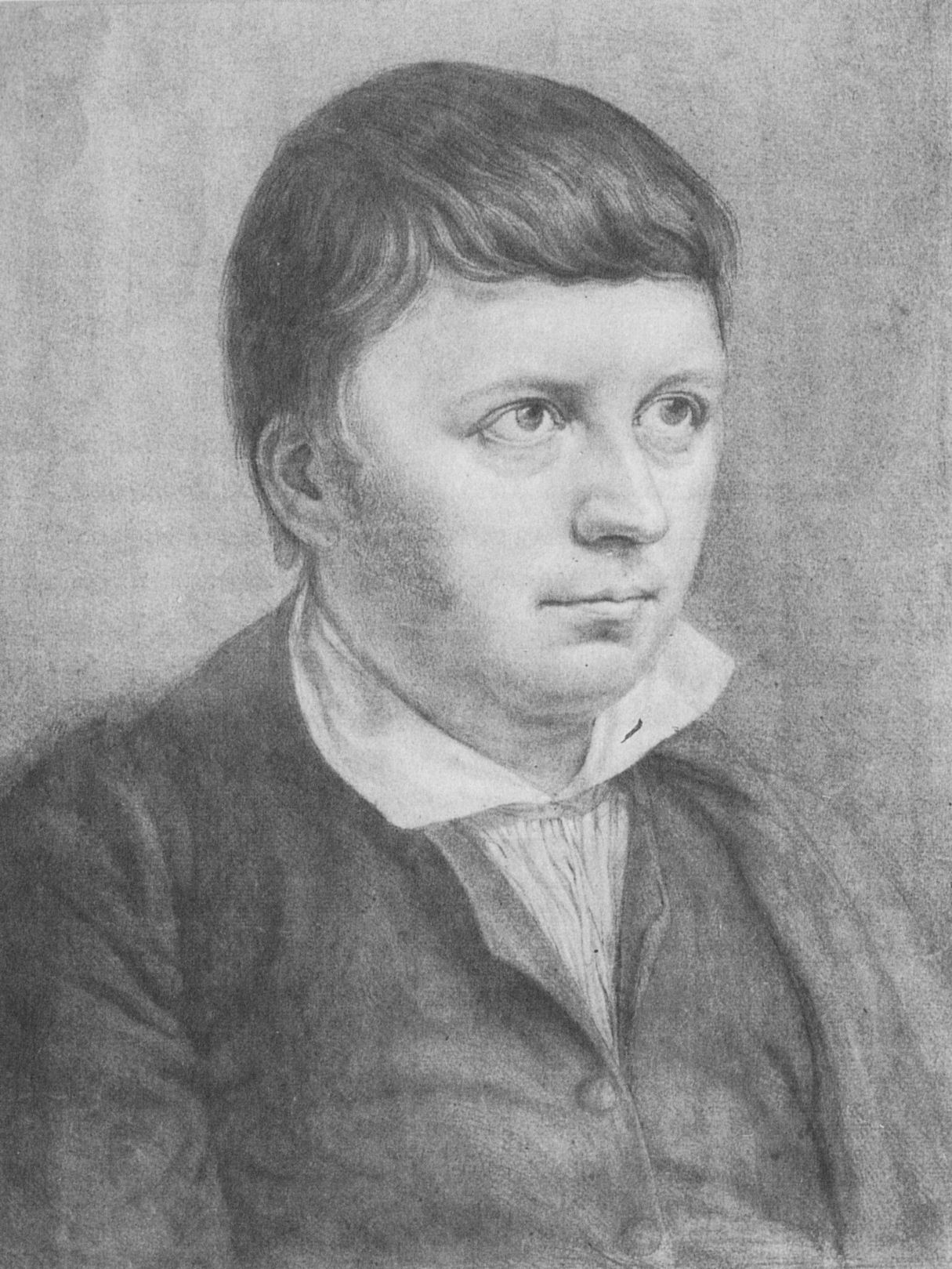
Friedrich Schlegel 1810 (Zeichnung von Philipp Veit)

Die Begriffsprägung geht auf Friedrich Schlegel zurück, der im 238. Athenäums-Fragment eine Poesie „nach der Analogie der philosophischen Kunstsprache“ so bestimmt, dass deren „eins und alles das Verhältnis des Idealen und des Realen“ ist. Im Fragment 247 bezeichnet er „Dantes prophetisches Gedicht“ als „das einzige System der transzendentalen Poesie“, das mit der romantischen Kunst Shakespeares und Goethes „Poesie der Poesie“ den „großen Dreyklang der modernen Poesie“ bilde.
Mit der Verbindung von Kritik und Poesie will Schlegel die Transzendentalpoesie in das Konzept einer modernen, romantischen Kunst integrieren.
Schlegel übernahm den Begriff transzendental nicht direkt aus den Schriften Immanuel Kants, sondern den Bearbeitungen anderer – etwa Jacobis – und bezog sich auf Gesichtspunkte, die zur Totalität streben.
Gleichwohl hält er an der Kantischen Fragestellung nach den transzendentalen Bedingungen der Möglichkeit von Erfahrungen fest und zitiert Schillers Begriff der sentimentalischen Kunst. Diese Dichtungsweise unterscheide sich von der naiven Dichtung (Shakespeares oder Goethes) unter anderem durch die Reflexion, die Beziehung auf die Idee. Das Programm will Schlegel realisieren, indem er an die für die moderne Literatur charakteristische, schon bei den Griechen erkennbare Selbstreflexion der Dichter anknüpft.
Im berühmten 116. Athenäums-Fragment hatte Friedrich Schlegel die romantische Poesie als eine progressive Universalpoesie bestimmt. Diese könne „ewig nur werden, nie vollendet seyn“.
Auch Novalis spricht von Transzendentalpoesie, die bei ihm indes, trotz gemeinsamer terminologischer Wurzeln, anders bestimmt wird und sich auf das „Geheimnißvolle Seyn der Dinge“ bezieht. Dieses Mysterium übersteige die Phänomene des Bewusstseins und wird zum Standpunkt der Poesie erklärt. Alle echten Dichter hätten, ohne es zu wissen, organisch und somit transzendental „poëtisiert.“
Wie Novalis im 47. Fragment seiner Vorarbeiten zu verschiedenen Fragmentsammlungen von 1798 schreibt, sei die „transscendentale Poesie...aus Philosophie und Poesie gemischt“, befasse im Grunde „alle transscendentale(n) Functionen“ und enthalte „in der That das transscendentale überhaupt“. Der transzendentale Dichter sei somit der transzendentale Mensch selbst. Im 48. Fragment führt er weiter aus, dass sich von der Bearbeitung der transzendentalen Poesie eine Tropik erwarten lasse, welche „die Gesetze der symbolischen Construction der transscendentalen Welt begreift.“
Noch für Franz Werfel sei „immer Dante das Vorbild“ gewesen.